# Sveti Lovrenc, Prebold
Sveti Lovrenc este o localitate din comuna Prebold, Slovenia, cu o populație de 349 de locuitori.